# Transrealismo poético
El transrealismo poético es un movimiento literario que se engloba en las corrientes de la literatura de vanguardia.
Según Sergio Badilla Castillo, el transrealismo poético o ucronismo se genera a partir de la transposición del tiempo, es decir, se fusionan las escenarios temporales en el corpus textual y se interrumpe, de este modo, la coherencia lineal entre pasado, presente y futuro y la realidad se transforma en una suerte de derivación o lazo intemporal con un trastiempo, donde se representan o ejecutan las imágenes y las acciones poéticas. De esta manera, la idea temporal adquiere un carácter paracrónico o de paracronía.
Otro elemento de esta transitoriedad es la ucronía a partir de un punto en el pasado en el que algún acontecimiento sucedió de forma diferente a como lo ha hecho en realidad (aquello que pudo ser y no fue). Sin embargo es posible que ese elemento material se exprese como elemento emplazado en el espacio inmaterial tomando como apoyo las teorías de Einstein y Planck, respecto a la conjunción espacio-tiempo.
Respecto del cuanto (quántum), Badilla Castillo, sostiene que el transrealismo poético considera que el mundo concreto de la experiencia aparente se disuelve entre la mezcla de transformaciones y conversiones subatómicas que enfrenta la materia permanentemente: El caos se encuentra en el meollo de la materia, es el elemento substancial y fortuito de las transformaciones del cosmos ante nuestra percepción singular y precaria de todos los días.
La mayor certidumbre como seres creativos y poéticos, de acuerdo al transrealismo, es que el universo impone sus cambios superiores en la capacidad perceptiva e imaginaria del cerebro, que éste asume como una realidad, subjetiva y plena de simbolismos y delirios.
Otra de las características de la transrealidad es el ensamble de la realidad con el mito, de manera de que no exista diferencia entre certeza e incertidumbre. La evidencia es un acto de chamanismo determinado por las circunstancias y la alteración del equilibrio tempo/espacial.

## Historia
Ya a mediados de la década de los ochenta, en Estocolmo, Suecia, Sergio Badilla Castillo hace las primeras publicaciones transrealistas en el idioma español, a través de sus libros Cantonírico 1983 y Reverberaciones de piedras acuáticas 1985 donde destaca la propuesta transreal, siendo el primero en el mundo, en el ámbito de la poesía, en hacer una clara manifestación y aplicación de esta conceptuación estético-creativa.
En los años recientes Badilla Castillo ha sido invitado a diversas partes del mundo, tanto a festivales como a universidades, para dar a conocer su transrealismo poético. Entre sus exposiciones más recientes están las efectuadas, en la Universidad de Antioquia, en Medellín, Colombia en 2005, en el Festival Internacional de Gante, en Bélgica , en el festival de Poesía de Rosario, en el año 2006, en el encuentro de escritores de Lahti, en Finlandia Mukkula, en la Universidad de Milán(Biccoca) el 2007, y en el Festival Internacional de Poesía de Esmirna, Turquíaen el 2008 .